# Đài quan sát Mauna Kea
Đài quan sát Mauna Kea (MKO) là một loạt các cơ sở nghiên cứu thiên văn học độc lập trên đỉnh núi Mauna Kea ở Đảo lớn của Hawaii, Hoa Kỳ. Các cơ sở được đặt tại 500 mẫu Anh (2,0 km2) vùng đất đặc biệt được gọi là "Astronomy Precinct" (Phân khu Thiên văn học), nằm trong Khu bảo tồn Khoa học Mauna Kea. Phân khu Thiên văn học được thành lập vào năm 1967 và nằm trong khu đất được bảo vệ bởi Đạo luật Bảo tồn Lịch sử năm 1966 nhằm giữ gìn ý nghĩa văn hóa của Hawaii.
Vị trí ở đây rất lý tưởng vì nó là một nơi tối, quan sát thiên văn tốt, độ ẩm thấp và nằm cao hơn hầu hết hơi nước trong khí quyển, thời tiết tốt và nằm gần xích đạo.

## Quyền sở hữu
Đại học Hawaii quản lý và cho mướn khu vực này cho một số cơ sở đa quốc gia mà họ đã đầu tư hơn 2 tỷ Mỹ kim vào khoa học và công nghệ. 

## Vị trí tọa lạc
Vì nằm cao và độc lập giữa Thái Bình Dương nên làm cho Mauna Kea trở thành một trong những địa điểm tốt nhất trên Trái Đất cho thiên văn học trên mặt đất. Nó là một địa điểm lý tưởng cho các quan sát sóng dưới milimet, quan sát hồng ngoại và quan sát quang học. Thống kê các quan sát cho thấy Mauna Kea là nơi tốt nhất về quan sát quang học và cho hình ảnh qua quan sát hồng ngoại với chất lượng cao, thí dụ như là CFHT quan sát thấy trung bình 0,43 cung giây.
Nhà ở cho những nhà nghiên cứu thiên văn học được đặt tại Trung tâm Thiên văn học Quốc tế Onizuka (thường được gọi là Hale Pōhaku), 11,2 cây số đường dốc trải nhựa từ đỉnh núi cao 2835 mét so với mặt nước biển. Một trạm thông tin về khách du lịch nằm gần đó. Đỉnh Mauna Kea thì cao cho nên khách du lịch nên nghỉ chân ở trạm khoảng 30 phút để thích nghi với điều kiện khí quyển ở đây trước khi tiếp tục lên đỉnh núi, và các nhà khoa học thường ở lại tại Hale Pōhaku 8 tiếng hoặc hơn trước khi thực hiện một đêm quan sát tại đỉnh núi và đem theo các thiết bị thiên văn cần thiết.

## Các kính viễn vọng
Các kính viễn vọng ở đỉnh Mauna Kea được tài trợ bởi các tổ chức chính phủ từ các quốc gia khác nhau. Đại học Hawaii quản lý trực tiếp hai kính trong tổng cộng có 12 kính tại đỉnh núi.

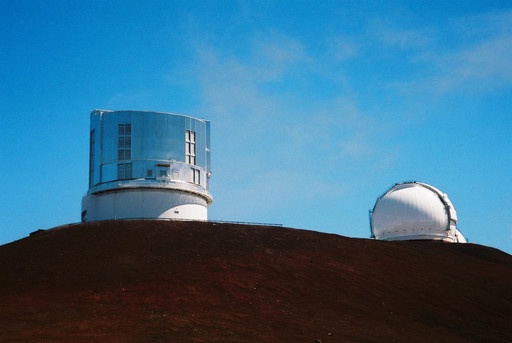
Kính viễn vọng Subaru và kính viễn vọng mái vòm Keck I

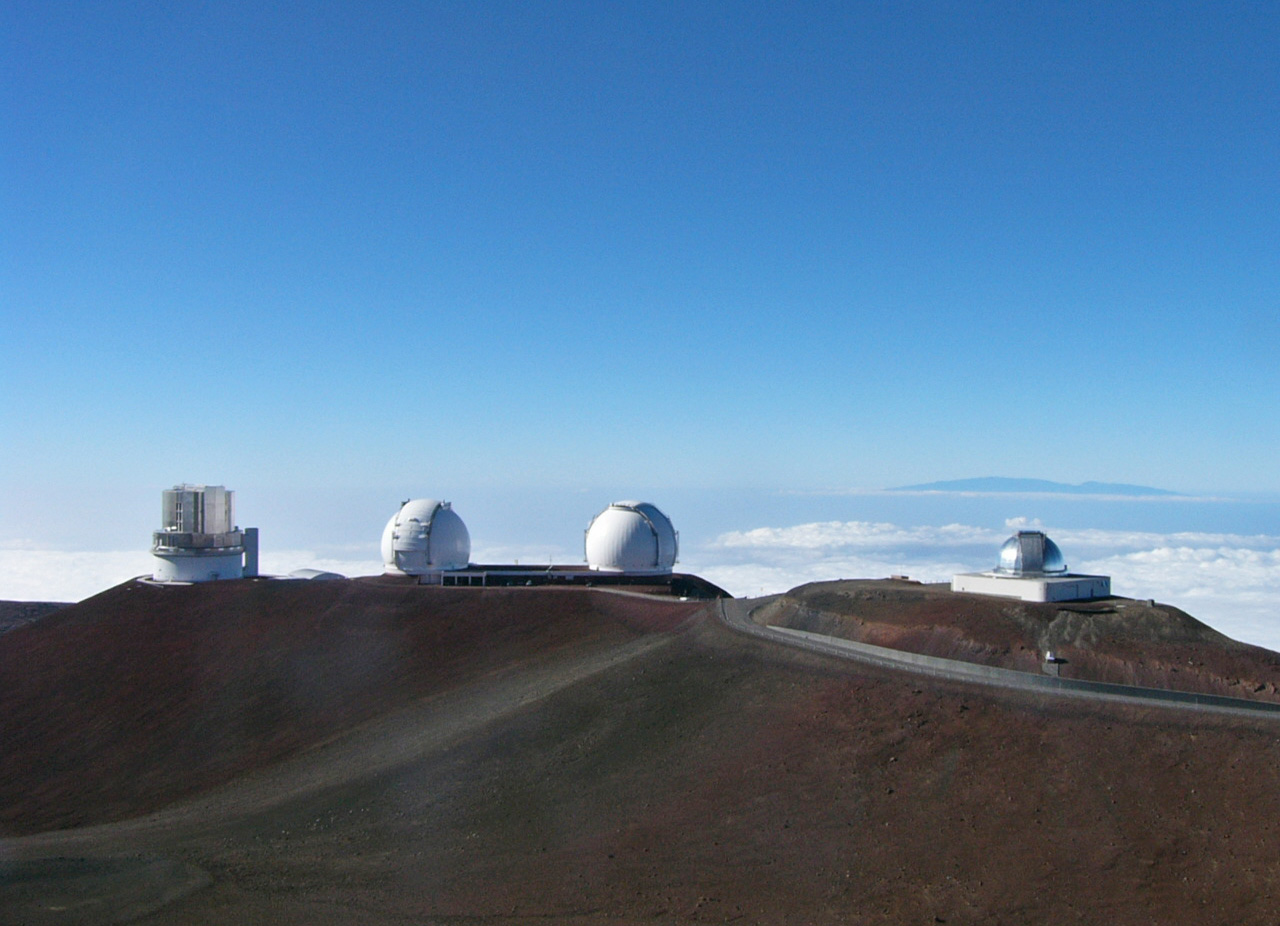
Kính viễn vọng Subaru, kính viễn vọng Keck I và Keck II, và kính viễn vọng hồng ngoại của NASA

- Đài quan sát Caltech Submillimeter (CSO): Caltech
- Kính viễn vọng Canada–France–Hawaii (CFHT): Canada, Pháp, Đại học Hawaii
- Kính viễn vọng bắc Gemini: Hoa Kỳ, United Kingdom, Canada, Chile, Úc, Argentina, Brazil
- Kính viễn vọng hồng ngoại (IRTF): NASA
- Kính viễn vọng James Clerk Maxwell (JCMT): Anh, Canada, Hà Lan
- Kính viễn vọng Subaru: Đài quan sát Quốc gia Nhật Bản
- Sub-Millimeter Array (SMA): Đài Loan, Hoa Kỳ
- Kính viễn vọng hồng ngoại Anh quốc (UKIRT): Anh
- Kính viễn vọng 88 inch (2,2 m) của Đại học Hawaii (UH88): Đại học Hawaii
- Kính viễn vọng 36 inch (910 mm) của Đại học Hawaii (Hoku Kea): Đại học Hawaii ở Hilo
- Nhận một cái Very Long Baseline Array (VLBA): Hoa Kỳ
- Đài quan sát W. M. Keck: Hiệp hội nghiên cứu thiên văn học California

## Động đất năm 2006 ở Hawaii
Một số lượng kính bị hư hại vào ngày 15 tháng 10 năm 2006 sau trận động đất cùng ngày. Cả CFHT và Đài quan sát W. M. Keck đã hoạt động trở lại và phát trực tuyến vào ngày 19 tháng 10.

## Xem thêm

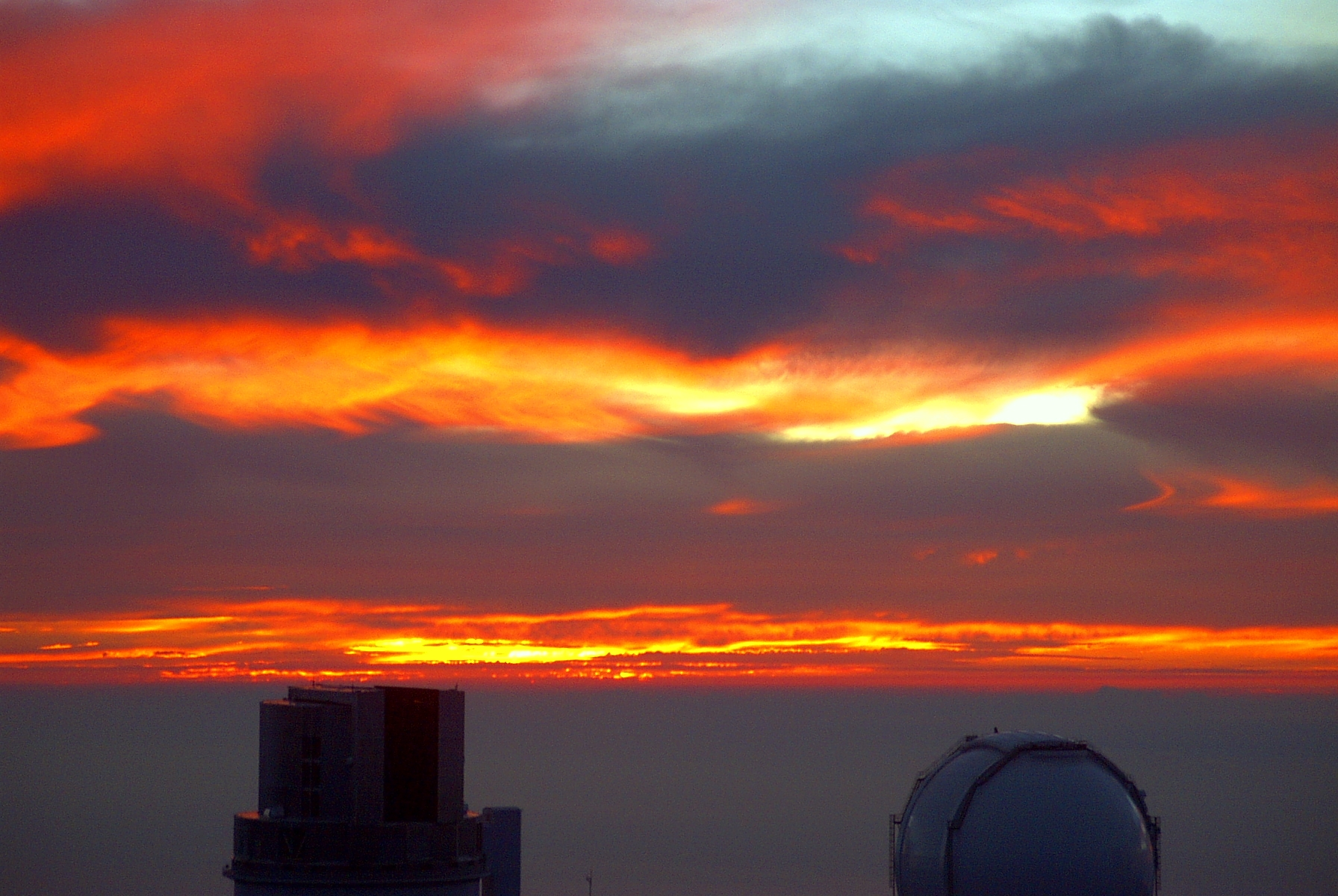
Hoàng hôn trên Đài quan sát Mauna Kea